# Yellandu
Yellandu är en ort i Indien.   Den ligger i distriktet Khammam och delstaten Telangana, i den centrala delen av landet, 1 300 km söder om huvudstaden New Delhi. Yellandu ligger 213 meter över havet och antalet invånare är 43 787.
Terrängen runt Yellandu är platt. Runt Yellandu är det tätbefolkat, med 257 invånare per kvadratkilometer. Omgivningarna runt Yellandu är en mosaik av jordbruksmark och naturlig växtlighet.